# Ixodes copei
Ixodes copei är en fästingart som beskrevs av Wilson 1980. Ixodes copei ingår i släktet Ixodes och familjen hårda fästingar.
Artens utbredningsområde är Jamaica. Inga underarter finns listade i Catalogue of Life.